# 2016 FZ58
2016 FZ58, também escrito como 2016 FZ58, é um objeto transnetuniano que está localizado no cinturão de Kuiper, uma região do Sistema Solar. Este corpo celeste é classificado como provável cubewano. Ele possui uma magnitude absoluta de 7,9 e tem um diâmetro estimado de 116 km.

## Descoberta
2016 FZ58 foi descoberto no dia 28 de março de 2016 pelo DECam.

## Órbita
A órbita de 2016 FZ58 tem uma excentricidade de 0,008 e possui um semieixo maior de 44,657 UA. O seu periélio leva o mesmo a uma distância de 44,317 UA em relação ao Sol e seu afélio a 41,797 UA.